# フーゴ・ハル
フーゴ・ハルは、日本のイラストレーター、ゲームデザイナー、著作家。　
名前の由来は、ダダイスムの芸術家フーゴ・バルからとられている。
ゲームブック、ボードゲーム、ファンタジーなどを題材とした作品を制作。近年は、『グレイルクエスト』シリーズのファングッズや、写真を元にした「怪奇肖像画」の制作、テーブルトークRPG『迷宮キングダム』の挿絵なども行なっている。
奥谷道草（おくたにみちくさ、1960年 - ）名義で散歩ライターとしても活動している。

## 作品リスト

### ゲームブック
- 『グーニーズ アドベンチャー・ゲームブック』（二見書房 1985年） - ハリー・リンド名義
- 『魔城の迷宮』（二見書房 1989年） - 奥谷晴彦名義
- 『モービィ・リップからの脱出』（新紀元社 2010年）ISBN 978-4-7753-0825-7 - 『迷宮キングダム』の世界を舞台にした作品
- 『虹河の大冒険』（新紀元社 2011年） ISBN 978-4-7753-0961-2 - 『迷宮キングダム』の世界を舞台にした作品
- 『ブラマタリの供物』（新紀元社　2018年）

### ゲームデザイン・挿絵
- 『hydra』（ホビーベース）
- 『たぶらか』（ホビーベース）
- 『POTATOでチョ！』（ホビーベース）
- 『All the King's Men』（ホビーベース）
- 『バロンポテトの晩餐会』（冒険企画局）

### ゲーム挿絵
- 『迷宮キングダム』シリーズ

### 『グレイルクエスト』シリーズ
J・H・ブレナンの『グレイルクエスト』の本文イラストやファングッズの作成などに携わっている。
二見書房版（イラストなどを担当）
1. 『暗黒城の魔術師』（真崎義博訳 1985年7月30日初版） ISBN 4-576-85044-X。
2. 『ドラゴンの洞窟』（大久保寛訳 1985年8月20日初版） ISBN 4-576-85050-4。
3. 『魔界の地下迷宮』（真崎義博訳 1985年10月25日初版） ISBN 4-576-85056-3。
4. 『七つの奇怪群島』（真崎義博訳 1986年3月25日初版） ISBN 4-576-86024-0。
5. 『魔獣王国の秘剣』（大久保寛訳 1986年9月25日初版） ISBN 4-576-86106-9。
6. 『宇宙幻獣の呪い』（高橋聡訳 1987年3月15日初版） ISBN 4-576-87008-4。
7. 『幻し城の怪迷路』（真崎義博訳 1987年8月25日初版） ISBN 4-576-87094-7。
8. 『ゾンビ塔の秘宝』（高橋聡訳 1987年11月25日初版） ISBN 4-576-87132-3。

創土社版（監修、イラスト、翻訳などを担当）
1. 『暗黒城の魔術師』（真崎義博訳 フーゴ・ハル監修 2004年11月30日初版） ISBN 4789301419。
2. 『ドラゴンの洞窟』（日向禅訳 フーゴ・ハル訳・監修 2006年4月30日初版） ISBN 4789301427。
3. 『魔界の地下迷宮』（日向禅訳 フーゴ・ハル訳・監修 2008年12月初版） ISBN 4789301435
4. 『七つの奇怪群島』（日向禅訳 フーゴ・ハル訳・監修 2011年1月30日初版）ISBN 978-4798801445
5. 『魔獣王国の秘剣』（日向禅訳 フーゴ・ハル訳・監修 2012年12月30日初版）ISBN 978-4798801452

『グレイルクエスト』ファングッズ
- 14Tシャツ - パラグラフ14をモチーフにしたTシャツ
- ナイトメア・キャップ - 夢時間で使える
- EJTシャツ - EJをモチーフにしたTシャツ
- 14リサイクルバッグ - 買い物に使えるリサイクルバッグ
- 聖盃マグカップ - 聖盃と詩的魔神が描かれたマグカップ

### その他
- 『ドラキュラ城の血闘』（J・H・ブレナン著 高橋聡・フーゴ・ハル訳 創土社）